# E²
e² è un doppio album del cantautore italiano Eros Ramazzotti, seconda raccolta pubblicata il 26 ottobre 2007.

## Descrizione
L'album è il secondo greatest hits pubblicato da Eros Ramazzotti, ma si distacca dal precedente per la scelta del cantautore di rivisitare parte del proprio repertorio con la partecipazione di ospiti internazionali di età, provenienza e stili musicali molto diversi tra loro.
La versione standard dell'album è costituita da 2 CD: il primo contiene le versioni originali di 14 grandi successi del cantautore, ai quali si aggiungono 4 brani inediti, mentre il secondo disco è costituito da 17 brani rivisti con la collaborazione di altri artisti. Dell'album è stata distribuita anche una Limited edition, contenente anche un DVD con tutti i video musicali più famosi del cantante.
Eros Ramazzotti ha dichiarato di considerare questa raccolta una sorta di rivincita nei confronti dei critici musicali e di alcuni colleghi che inizialmente lo avevano fortemente criticato per la voce e il modo di cantare che lo contraddistinguono. Oltre ai duetti realizzati in passato da Ramazzotti con artisti come Tina Turner, Patsy Kensit, Anastacia e Cher, il doppio album vede collaborazioni con altre personalità del panorama musicale internazionale, come per esempio Ricky Martin, Steve Vai, Carlos Santana, Amaia Montero (ex-cantante dei La Oreja de Van Gogh) e i cubani Rhythm del Mundo, nate in maniera molto veloce, per lo più grazie ad internet. Tra i duetti incompiuti è invece da segnalare quello con i Maroon 5: Eros Ramazzotti si è infatti detto molto dispiaciuto per non essere riuscito a conciliare i propri impegni con quelli del noto complesso statunitense.
I brani inediti sono stati giudicati dalla critica molto simili allo stile abituale di Ramazzotti. Tra questi, Ci parliamo da grandi, scritto con Niccolò Agliardi, Mika (con lo pseudonimo di Alice) e Guy Chambers, mescola la melodia italiana con sfumature brit-pop e affronta il tema della separazione di un genitore da un figlio diventato ormai adulto.
Le sonorità di Non siamo soli, eseguito in duetto con Ricky Martin, traggono invece forte ispirazione dalla musica latina, per un brano che racconta l'incontro tra due anime viaggianti.
Nei restanti inediti a dominare è ancora la melodia italiana.
L'album è stato il più venduto in Italia nel 2007, con 600 000 copie vendute in poche settimane.

## Tracce

### Edizione in italiano
CD 1
1. Non siamo soli – 3:45 (Kaballà, Claudio Guidetti, Eros Ramazzotti) – duetto con Ricky Martin
2. Terra promessa – 3:35 (Alberto Salerno, Eros Ramazzotti, Renato Brioschi)
3. Una storia importante – 4:05 (Piero Cassano, Adelio Cogliati, Eros Ramazzotti)
4. Un cuore con le ali – 3:50 (Piero Cassano, Adelio Cogliati, Eros Ramazzotti)
5. Adesso tu – 4:02 (Piero Cassano, Adelio Cogliati, Eros Ramazzotti)
6. Se bastasse una canzone – 5:05 (Piero Cassano, Adelio Cogliati, Eros Ramazzotti)
7. Cose della vita (Can't stop thinking of you) – 4:48 (Piero Cassano, Adelio Cogliati, Eros Ramazzotti, James Ralston) – duetto con Tina Turner
8. Un'altra te – 4:40 (Piero Cassano, Adelio Cogliati, Eros Ramazzotti)
9. Favola – 4:20 (Piero Cassano, Adelio Cogliati, Eros Ramazzotti)
10. L'aurora – 5:37 (Adelio Cogliati, Eros Ramazzotti)
11. Più bella cosa – 4:23 (Claudio Guidetti, Adelio Cogliati, Eros Ramazzotti)
12. Più che puoi – 4:11 (Adelio Cogliati, Eros Ramazzotti, Antonio Galbiati, Cher) – duetto con Cher
13. Non ti prometto niente – 4:05 (Adelio Cogliati, Eros Ramazzotti)
14. I Belong to You (Il ritmo della passione) – 4:26 (Kara DioGuardi, Kaballà, Anastacia, Claudio Guidetti, Eros Ramazzotti) – duetto con Anastacia
15. La nostra vita – 4:37 (Claudio Guidetti, Eros Ramazzotti)
16. Ci parliamo da grandi – 4:33 (Mika, Guy Chambers, Niccolò Agliardi, Eros Ramazzotti)
17. Dove si nascondono gli angeli – 3:44 (Kaballà, Claudio Guidetti, Eros Ramazzotti)
18. Il tempo tra di noi – 4:26 (Kaballà, Eros Ramazzotti, Antonio Galbiati)

CD 2
1. Adesso tu – 3:59 (Piero Cassano, Adelio Cogliati, Eros Ramazzotti) – con Gian Piero Reverberi & London Session Orchestra
2. Cose che ho visto – 4:07 (Piero Cassano, Adelio Cogliati, Eros Ramazzotti) – prodotto da Michele Canova
3. Musica è – 12:24 (Piero Cassano, Adelio Cogliati, Eros Ramazzotti) – con Gian Piero Reverberi & London Session Orchestra
4. Dolce Barbara – 4:23 (Piero Cassano, Adelio Cogliati, Eros Ramazzotti) – con Dado Moroni
5. Taxi Story – 4:00 (Piero Cassano, Adelio Cogliati, Eros Ramazzotti) – con Jon Spencer
6. Cose della vita – 4:25 (Piero Cassano, Adelio Cogliati, Eros Ramazzotti) – prodotto da John Shanks
7. L'aurora – 3:19 (Eros Ramazzotti) – prodotto da Wyclef Jean
8. Più bella cosa – 4:23 (Eros Ramazzotti) – prodotto da John Shanks
9. Dove c'è musica – 5:01 (Maurizio Fabrizio, Adelio Cogliati, Claudio Guidetti, Eros Ramazzotti) – con Steve Vai
10. E ancor mi chiedo – 5:17 (Maurizio Fabrizio, Adelio Cogliati, Claudio Guidetti, Eros Ramazzotti) – con Gian Piero Reverberi & London Session Orchestra
11. Fuoco nel fuoco – 4:02 (Adelio Cogliati, Claudio Guidetti, Eros Ramazzotti) – con Carlos Santana
12. L'ombra del gigante – 4:26 (Lorenzo Cherubini, Adelio Cogliati, Claudio Guidetti, Eros Ramazzotti) – prodotto da Pat Leonard
13. Il buio ha i tuoi occhi – 4:04 (Adelio Cogliati, Claudio Guidetti, Eros Ramazzotti) – con Rhythm Del Mundo
14. Un attimo di pace – 3:18 (Adelio Cogliati, Claudio Guidetti, Eros Ramazzotti) – con Take 6
15. Un'emozione per sempre – 3:46 (Maurizio Fabrizio, Adelio Cogliati, Claudio Guidetti, Eros Ramazzotti) – con The Chieftains
16. Solo ieri – 4:09 (Maurizio Fabrizio, Adelio Cogliati, Claudio Guidetti, Eros Ramazzotti) – con Gian Piero Reverberi & London Session Orchestra
17. Está pasando noviembre – 4:11 (Maurizio Fabrizio, Claudio Guidetti, Eros Ramazzotti, Adelio Cogliati, Ortiz) – con Amaia Montero

DVD (presente nell'edizione limitata)
1. La luce buona delle stelle – 4:32 – duetto con Patsy Kensit
2. Se bastasse una canzone – 4:51
3. Ancora vita – 4:21
4. Cose della vita – 4:13
5. Un'altra te – 4:21
6. Più bella cosa – 4:32
7. Stella gemella – 5:37
8. L'aurora – 4:44
9. Cose della vita (Can't stop thinking of you) – 5:07 – duetto con Tina Turner
10. L'ombra del gigante – 4:32
11. Solo ieri – 4:13
12. I Belong to You (Il ritmo della passione) – 4:50 – duetto con Anastacia
13. Bambino nel tempo – 4:26

### Edizione in spagnolo
CD 1
1. No estamos solos – 3:42 (Kaballà, Claudio Guidetti, Eros Ramazzotti) – duetto con Ricky Martin
2. Terra promessa – 3:41 (Alberto Salerno, Eros Ramazzotti, Renato Brioschi)
3. Una historia importante – 3:59 (Piero Cassano, Adelio Cogliati, Eros Ramazzotti) – Remix
4. Un cuore con le ali – 3:51 (Piero Cassano, Adelio Cogliati, Eros Ramazzotti)
5. Ahora tu – 4:00 (Piero Cassano, Adelio Cogliati, Eros Ramazzotti)
6. Si bastasen un par de canciones – 5:07 (Piero Cassano, Adelio Cogliati, Eros Ramazzotti)
7. Cosas de la vida (Can't stop thinking of you) – 4:51 (Piero Cassano, Adelio Cogliati, Eros Ramazzotti, James Ralston) – duetto con Tina Turner
8. Otra como tú – 4:41 (Piero Cassano, Adelio Cogliati, Eros Ramazzotti)
9. Fabula – 4:38 (Piero Cassano, Adelio Cogliati, Eros Ramazzotti)
10. La aurora – 5:31 (Adelio Cogliati, Eros Ramazzotti)
11. La cosa más bella – 4:26 (Claudio Guidetti, Adelio Cogliati, Eros Ramazzotti)
12. Più che puoi – 4:14 (Adelio Cogliati, Eros Ramazzotti, Antonio Galbiati, Cher) – duetto con Cher
13. No te prometo nada – 4:04 (Adelio Cogliati, Eros Ramazzotti)
14. I Belong to You (El ritmo de la pasión) – 4:25 (Kara DioGuardi, Kaballà, Anastacia, Claudio Guidetti, Eros Ramazzotti) – duetto con Anastacia
15. Nuestra vida – 4:39 (Claudio Guidetti, Eros Ramazzotti)
16. Somos grandes o no – 4:33 (Alice, Guy Chambers, Niccolò Agliardi, Eros Ramazzotti)
17. Donde se esconden los angeles – 3:45 (Kaballà, Claudio Guidetti, Eros Ramazzotti)
18. El tiempo entre los dos – 4:26 (Kaballà, Eros Ramazzotti, Antonio Galbiati)

CD 2
1. Ahora tu – 4:01 (Piero Cassano, Adelio Cogliati, Eros Ramazzotti) – con Gian Piero Reverberi & London Session Orchestra
2. Las cosas que he visto – 4:11 (Piero Cassano, Adelio Cogliati, Eros Ramazzotti) – prodotto da Michele Canova
3. Musica es – 12:25 (Piero Cassano, Adelio Cogliati, Eros Ramazzotti) – con Gian Piero Reverberi & London Session Orchestra
4. Un atardecer violento – 4:29 (Piero Cassano, Adelio Cogliati, Eros Ramazzotti) – con Dado Moroni
5. Taxy Story – 4:00 (Piero Cassano, Adelio Cogliati, Eros Ramazzotti) – con Jon Spencer, versione in spagnolo
6. Cosas de la vida – 4:26 (Piero Cassano, Adelio Cogliati, Eros Ramazzotti) – prodotto da John Shanks
7. La aurora – 3:21 (Adelio Cogliati, Eros Ramazzotti) – con Wyclef Jean
8. La cosa más bella – 4:23 (Adelio Cogliati, Claudio Guidetti, Eros Ramazzotti) – prodotto da John Shanks
9. Donde hay musica – 5:01 (Maurizio Fabrizio, Adelio Cogliati, Claudio Guidetti, Eros Ramazzotti) – con Steve Vai
10. Quiero saberlo – 5:18 (Maurizio Fabrizio, Adelio Cogliati, Claudio Guidetti, Eros Ramazzotti) – con Gian Piero Reverberi & London Session Orchestra
11. Fuego en el fuego – 4:02 (Adelio Cogliati, Claudio Guidetti, Eros Ramazzotti) – con Carlos Santana
12. La sombra del gigante – 4:33 (Lorenzo Cherubini, Adelio Cogliati, Claudio Guidetti, Eros Ramazzotti) – prodotto da Pat Leonard
13. La noche son tus ojos – 4:05 (Adelio Cogliati, Claudio Guidetti, Eros Ramazzotti) – con Rhythm Del Mundo
14. Un segundo de paz – 3:19 (Adelio Cogliati, Claudio Guidetti, Eros Ramazzotti) – con Take 6
15. Una emocion para siempre – 3:47 (Maurizio Fabrizio, Adelio Cogliati, Claudio Guidetti, Eros Ramazzotti) – con The Chieftains
16. Solo ayer – 4:12 (Maurizio Fabrizio, Adelio Cogliati, Claudio Guidetti, Eros Ramazzotti) – con Gian Piero Reverberi & London Session Orchestra
17. Está pasando noviembre – 4:13 (Maurizio Fabrizio, Claudio Guidetti, Eros Ramazzotti, Adelio Cogliati, Ortiz) – con Amaia Montero

## Musicisti
- Eros Ramazzotti - voce, chitarra, cori
- Arden Altino - tastiera
- Rusty Anderson - chitarra
- Emiliano Bassi - batteria
- Matteo Bassi - basso
- Maurizio Bassi - tastiera, pianoforte, cori
- Bryan Beller - basso
- Fabrizio Leo - chitarra acustica, chitarra elettrica
- James Blennerhasset - basso
- Paul Bushnell - basso
- Guy Chambers - basso, tastiera, cori
- Jorge Luis Valdés Chicoy - chitarra
- Giorgio Cocilovo - chitarra
- Lenny Castro - percussioni
- Vinnie Colaiuta - batteria
- Jeremy Colson - batteria
- Kevin Connell - bodhràn, tamburo
- Luis Conte - percussioni
- Paolo Costa - basso
- Sal Cuevas - basso
- Dino D'Autorio - basso
- Melvin Duffy - stell guitar
- Nathan East - basso
- Steve Ferrone - batteria
- Peter Fitzpatrick - tastiera
- Tony Franklin - basso
- Paolo Gianolio - batteria, chitarra, basso, tastiera
- John Giblin - basso
- Julio Guena - percussioni
- Carlos Alvarez Guerra - trombone
- Claudio Guidetti - batteria, chitarra acustica, chitarra elettrica, tastiera, steel guitar, pianoforte, piano elettrico, cori
- Mark Harris - pianoforte
- Phil Hernandez - batteria, banjo, basso, percussioni, cori
- Juan Manuel Jiménez - tromba
- Charles Judge - tastiera, piano elettrico
- Sean Keane - violino
- Abe Laboriel jr. - batteria
- Michael Landau - chitarra elettrica, chitarra classica
- Matt Laug - batteria
- Patrick Leonard - tastiera, steel guitar
- Lee Levin - batteria
- Tony Levin - basso
- Lloyd Birne - percussioni
- The London Session Orchestra - archi
- Harold Lopez - pianoforte
- Triona Marshall - arpa
- Neil Martin - violoncello
- Lele Melotti - batteria
- Matt Moloy - flauto
- Paddy Moloney - flauto, gaita
- Charlie Morgan - batteria
- Jamie Muhoberac - Hammond B3, tastiera, pianoforte
- Phil Palmer - chitarra
- Karl Perazzo - percussioni
- Sebastian Petiet - mandolino
- Tim Pierce - chitarra
- Luke Potashnick - chitarra acustica, chitarra elettrica
- Gian Piero Reverberi - pianoforte
- Davide Dave Rossi - Hammond B3, organo Hammond
- Frank Rubio - basso a 6 corde, basso
- Carlos Santana - chitarra
- Giorgio Secco - chitarra
- John Shanks - chitarra, basso, tastiera
- Lee Sklar - basso
- Jon Spencer - chitarra, sintetizzatore, cori
- Ramon Stagnaro - chitarra spagnola
- Chris Maxwell - chitarra baritona, basso, organo, cori
- Paul Stanborough - chitarra elettrica
- Jesse E. String - chitarra elettrica
- Ron Taylor - Hammond B3, organo Hammond
- Alfredo Thompson - sax alto, sax tenore
- Chester Thompson - tastiera
- Michael Thompson - chitarra
- Rudy Trevisi - sax
- Amadito Valdez - timbales
- Celso Valli - Hammond B3, organo Hammond, tastiera, pianoforte
- Massimo Varini - chitarra
- Dan Warner - chitarra
- Lyle Workman - chitarra elettrica
- Alex Baroni - cori
- Antonella Pepe - cori
- Bill Staunton - cori
- Alex Brown - cori
- Luis Davis - cori
- Emanuela Cortesi - cori
- Jil Gilstrap - cori
- Luca Jurman - cori
- Nicky Hackett - cori
- Phillip Ingram - cori
- Manuel Penniman - cori
- Moreno Ferrara - cori
- Silvio Pozzoli - cori

## Classifiche
| Classifica (2007-2018)    | Posizione massima |
| ------------------------- | ----------------- |
| Australia                 | 38                |
| Austria                   | 3                 |
| Belgio (Fiandre)          | 11                |
| Belgio (Vallonia)         | 1                 |
| Croazia                   | 6                 |
| Danimarca                 | 5                 |
| Paesi Bassi               | 5                 |
| Europa                    | 2                 |
| Francia                   | 6                 |
| Germania                  | 2                 |
| Grecia                    | 3                 |
| Ungheria                  | 2                 |
| Italia                    | 1                 |
| Lussemburgo               | 3                 |
| Messico                   | 21                |
| Norvegia                  | 2                 |
| Polonia                   | 28                |
| Portogallo                | 6                 |
| Repubblica Ceca           | 31                |
| Spagna                    | 2                 |
| Svezia                    | 1                 |
| Svizzera                  | 1                 |
| Stati Uniti (Latin Pop)   | 12                |
| Stati Uniti (Heatseekers) | 18                |
| Stati Uniti (Latin)       | 32                |

### Classifiche di fine anno
| Classifica (2007) | Posizione |
| ----------------- | --------- |
| Austria           | 67        |
| Belgio (Vallonia) | 27        |
| Danimarca         | 45        |
| Francia           | 76        |
| Italia            | 1         |
| Paesi Bassi       | 59        |
| Spagna            | 21        |
| Svizzera          | 10        |
| Classifica (2008) | Posizione |
| Austria           | 59        |
| Belgio (Fiandre)  | 63        |
| Belgio (Vallonia) | 39        |
| Europa            | 14        |
| Grecia            | 35        |
| Italia            | 12        |
| Spagna            | 29        |
| Svezia            | 2         |
| Svizzera          | 44        |